# Даниъл Найери
Даниъл Найери (на английски: Daniel Nayeri) е иранско-американски сценарист, продуцент и писател, автор на бестселъри в жанрове фентъзи и юношески роман. Пише заедно със сестра си Дина Найери.

## Биография и творчество
Даниъл Найери е роден на 9 юли 1982 г. в Иран, в семейство на лекари и поети. Когато е на 8 години, емигрира от Иран през Европа в Едмонд, Оклахома, САЩ, заедно майка си и сестра си. Преживява културен шок и намира спасение в света на книгите.
Работил е като професионален сладкар и каскадьор. Следва в Нюйоркския университет.
След дипломирането си работи година като редактор в издателство „Харпър Колинс“. От 2009 г. е редактор на книги с картинки, романи и графични романи в „Houghton Mifflin Harcourt“ в Ню Йорк. От 2013 г. е ръководител на отдела за детска литература в издателство „Workman“.
Първият му фентъзи роман „Опасна дарба или поредният Фауст“ от поредицата „Училище Марлоу“, който пише заедно със сестра си Дина Найери, е публикуван през 2009 г. Романът става бестселър и го прави известен.
Даниъл Найери живее със семейството си в Ню Йорк.

## Произведения

### Самостоятелни романи
- Blow (2011)

### Серия „Училище Марлоу“ (The Marlowe School) – с Дина Найери
1. Another Faust (2009)
Опасна дарба или поредният Фауст, изд.: „Пан“ (2013), прев. Корнелия Лозанова
2. Another Pan (2010)
3. Another Jekyll, Another Hyde (2012)

### Сборници
- Straw House, Wood House, Brick House, Blow (2011)

### Екранизации
- 2008 The Cult of Sincerity – сюжет за видеофилма, продуцент
- 2010 StartUP – ТВ сериал, 1 епизод, продуцент